# 三角羽旱蕨
三角羽旱蕨（学名：Pellaea calomelanos）为凤尾蕨科旱蕨属下的一个种。生长在干旱河谷石缝，海拔900-1800米。分布于中国云南、四川，喜马拉雅西北部、埃塞俄比亚、安哥拉、好望角、马达加斯加。模式标本采自非洲。